# Alina Merkau
Alina Merkau (* 21. März 1986 in West-Berlin) ist eine deutsche Fernseh- und Radiomoderatorin und Schauspielerin.

## Leben und Karriere
Alina Merkau wurde in Berlin-Charlottenburg geboren und wuchs dort auch auf. Nach dem Abitur studierte sie Angewandte Medienwirtschaft (Media Acting). Im Anschluss absolvierte sie bis 2013 ein Volontariat beim Berliner Radiosender 98.8 Kiss FM. Für die Show faceTALK mit Lukas und Alina bei Kiss FM wurde Merkau 2014 mit dem Crossmedia-Preis ausgezeichnet. Auch beim Radiosender 94,3 rs2 moderiert sie verschiedene Sendungen, unter anderem den Supermix am Morgen.
Seit 1997 stand Merkau außerdem als Schauspielerin vor der Kamera und spielte unter anderem bis 2004 eine der Hauptrollen als Nina Sommerfeld in der ARD-Vorabendserie Dr. Sommerfeld – Neues vom Bülowbogen.
Seit Oktober 2014 moderiert Merkau das Sat.1-Frühstücksfernsehen, meist an der Seite von Matthias Killing.
Merkau ist verheiratet und hat zwei Kinder.

## TV-Moderationen
- 2014: Columbus – Das Erlebnismagazin (RTL II)
- seit 2014: Sat.1-Frühstücksfernsehen (Sat.1)
- seit 2018: TopTen! (Sat.1)
- 2019: Fittest Family Germany (Sat.1)